# Laguna Beach (Kalifornie)
Laguna Beach je město v okrese Orange County ve státě Kalifornie ve Spojených státech amerických.
K roku 2010 zde žilo 22 723 obyvatel. S celkovou rozlohou 25,435 km² byla hustota zalidnění 890 obyvatel na km².